# غوستافو غونزاليس (لاعب كرة قدم)
غوستافو غونزاليس (بالإسبانية: Gustavo Gonzáles Teruel)‏ هو لاعب كرة قدم بيروفي في مركز حراسة المرمى، ولد في 15 سبتمبر 1964 في إكيتوس في بيرو. شارك مع منتخب بيرو لكرة القدم. أما مع النوادي، فقد لعب مع نادي سبورتينغ كريستال.

## وصلات خارجية
- غوستافو غونزاليس (لاعب كرة قدم) على موقع ناشيونال فوتبول تيمز (الإنجليزية)